# 尼古拉·博丹
尼古拉·博丹（法語：Nicolas Thomas Baudin，1754年2月17日—1803年9月16日），法国探险家、制图师、博物学家和水文测量师。以在澳大利亚和南太平洋的探险而闻名，是最早把香蕉品种大麦克从东南亚带往加勒比海地区的种植者。